# ويسلي (لاعب كرة قدم مواليد 1999)
ويزلي هو لاعب كرة قدم برازيلي في مركز الوسط، ولد في 30 مارس 1999 في سالفادور في البرازيل. لعب مع نادي فيتوريا.

## وصلات خارجية
- ويزلي (لاعب كرة قدم) على موقع قاعدة بيانات كرة القدم.إي يو (الإنجليزية)
- ويزلي (لاعب كرة قدم) على موقع ليكيب (الفرنسية)
- ويزلي (لاعب كرة قدم) على موقع Soccerway.com (الإنجليزية)